# أزمة أوكا
كانت أزمة أوكا نزاعًا على الأرض بين مجموعة من قوم الموهوك وبلدة أوكا، كيبيك، كندا، والتي بدأت في 11 يوليو 1990، واستمرت 78 يومًا حتى 26 سبتمبر 1990 مع حالتي وفاة. كان هذا النزاع أول صراع عنيف معروف جيدًا بين الأمم الأولى والحكومة الكندية في أواخر القرن العشرين.

## خلفية تاريخية
استقر شعب الموهوك أولًا في منطقة مونتريال في أوائل القرن الثامن عشر، وانتقلوا شمالًا من وطنهم في وادي نهر هدسون. شردوا شعب الواندوت (أو الهورون) الأصليين في المنطقة، والذين كانوا في نزاع طويل مع الهودنوسوني (كانت قبيلة الموهوك جزءًا منهم)، وكانوا ضعفاء من خلال الاتصال المطول مع المستوطنين الفرنسيين. تأثرت مستوطنة الموهوك في وادي نهر سانت لورانس إلى حد كبير من قبل المبشرين اليسوعيين الفرنسيين الذين سعوا إلى تنصير السكان من الموهوك وأنشؤوا قرى تبشيرية يسوعية لهم في كانواواك وكاهناتاكي.
في عام 1717، منح حاكم فرنسا الجديدة الأراضي التي تشمل «البانيس» ومقبرة الباينس، حيث دُفن أسلاف الموهوك المحليين، (كانت تُعتبر أرض دفن مقدسة) إلى جمعية كهنة سانت سولبيس أو معهد الآباء السلبيزيين، وهي جمعية كاثوليكية مقرها باريس في فرنسا. في عام 1868، أي بعد عام واحد من الاتحاد، كتب رئيس شعب أوكا من الموهوك، جوزيف أوناساكينرات، خطابًا إلى الجمعية يزعم أن هذه المنحة تشمل نحو تسعة أميال مربعة مخصصة لاستخدام موهوك كأمانة للجمعية الدينية، وقد أهملوا هذه الثقة من خلال منح أنفسهم (الملكية) لهذه الأرض. في عام 1869، هاجم أوناساكينرات الجمعية الدينية مع قوة مسلحة صغيرة بعد أن أعطى المبشرين مهلة ثمانية أيام لتسليم الأرض. أنهت السلطات المحلية هذا المواجهة بالقوة.
في عام 1936، باعت الجمعية تلك المنطقة تحت احتجاج من مجتمع الموهوك المحلي. استمروا بإبقاء الماشية على الأرض المشتركة في ذلك الوقت. بحلول عام 1956، بقي للموهوك ستة كيلومترات من أصل 165 كيلومترًا.
في عام 1959، وافقت المدينة على بناء ملعب غولف خاص ذي تسع حفر، نادي غولف أوكا، على جزء من الأرض المتنازع عليها. فشلت دعوى الموهوك القضائية المرفوعة ضد البناء. بدأت إنشاءات أخرى مثل ساحة انتظار السيارات وحقول غولف مجاورة لمقبرة الموهوك.
في عام 1977، تقدمت عشيرة كانيساتاكي بمطالبة رسمية بالأرض لدى المكتب الفيدرالي للمطالبات الأصلية بخصوص الأراضي. قُبلت دعوى المطالبة ووُفّرت أموال لإجراء مزيد من الأبحاث حول صحة المطالبة. رُفضت في عام 1986 بسبب عدم استيفائها المعايير القانونية الرئيسية.
في مارس 1989، أعلن نادي غولف أوكا عن خطة لتوسيع ملعب الغولف بتسعة ثقوب إضافية. نظرًا لرفض مطالبة الموهوك للأرض قبل ثلاث سنوات من قبل مكتب المطالبات الأصلية في عام 1986، فإن مكتب النادي لم يتشاور مع قوم الموهوك بشأن هذه الخطط. لم تُجرى مراجعة بيئية أو تاريخية حفظية. أدت الاحتجاجات التي قام بها الموهوك وغيرهم، فضلًا عن قلق وزير البيئة في كيبيك، إلى مفاوضات وتأجيل للمشروع من قبل البلدية في أغسطس حتى صدور حكم قضائي بشأن شرعية البناء.
في عام 1990، حكمت المحكمة لصالح النادي. رئيس بلدية أوكا، جان أوليت، أعلن أنه سيتم تطهير الأرض ممّا تبقى من الصنوبر لتوسيع ملعب الغولف إلى ثماني عشرة حفرة وبناء ستين وحدة سكنية. لم يوافق جميع سكان أوكا على الخطط، لكن المعارضين وجدوا أن مكتب العمدة غير راغب في مناقشتها.

## الأزمة
كاحتجاج على قرار المحكمة بالسماح بتوسيع ملعب الغولف، أقام بعض أفراد مجتمع الموهوك حاجزًا يمنع الوصول إلى المنطقة. طالبهم العمدة أوليت بالامتثال لأمر المحكمة، لكن المتظاهرين رفضوا ذلك. كتب جون كيوتشيا، وزير الشؤون المحلية في كيبيك، خطاب دعم للمواطنين، قائلًا إن «هؤلاء أشخاص شاهدوا أراضيهم تختفي دون استشارتهم أو تعويضهم، وهذا، في رأيي، ظالم، خاصة لغرض تحويلها إلى ملعب غولف».
في 11 يوليو، طلب العمدة من قوات أمن الكيبيك، التدخل في مظاهرة الموهوك، مشيرًا إلى نشاط إجرامي مزعوم عند الحاجز. سأل شعب الموهوك، وفقًا لدستور السلام العظيم لشعوب الإيروكوا، النساءَ والقائمين على الأرض و«منشئي الأمة» فيما إذا كان ينبغي بقاء الترسانة التي جمعها المحاربون أم لا.
نشرت قوات الأمن وحدة الاستجابة للطوارئ (مجموعة التدخل)، والتي استجابت للحاجز عن طريق إطلاق قنابل الغاز المسيل للدموع وقنابل الارتجاج في محاولة لإجبار متظاهري الموهوك على التفرق. ردًا على ذلك، بدأ إطلاق النار من كلا الجانبين، وبعد معركة بالأسلحة دامت 15 دقيقة، تراجعت الشرطة تاركة ست طرادات وجرافة. على الرغم من أن تقريرًا أوليًا ذكر أن العريف مارسيل ليما (31 عامًا) قد أُصيب في وجهه أثناء إطلاق النار، بيّن تحقيق لاحق أن الرصاصة التي قتلته في النهاية ضربت «جانبه الأيسر أسفل الإبط، وهي منطقة لا تغطيها السترة المضادة للرصاص ]خاصته[».
قبل الغارة، كان هناك حوالي 30 محاربًا مسلحًا داخل الحاجز وحوله. بعد معركة إطلاق النار، ارتفع هذا العدد إلى 60-70، وازداد في وقت لاحق إلى 600. استولى الموهوك على ست مركبات، بما في ذلك أربع سيارات شرطة، وصادروا آلة التحميل الأمامي لسحق المركبات واستخدامها لتشكيل حاجز عبر الطريق السريع الرئيسي.
أنشأ المحاربون شبكة للاتصالات بين قرى الموهوك أكويساسني وكنيساكي وكانواواك، تتألف من أجهزة الراديو المحمولة، والهواتف الخلوية، وصفارات الإنذار من الغارة الجوية، وأجراس الحرائق، فضلًا عن محطات الإذاعة المحلية، والدوريات البشرية. تصاعد الموقف مع انضمام الموهوك المحليين من قبل السكان الأصليين من جميع أنحاء البلاد والولايات المتحدة. لم يتم تفكيك حاجزهم على الرغم من الضغوطات. أنشأ أمن الكيبيك قاطعًا خاصًا بهم على الطريق السريع رقم 344 لمنع الناس من الوصول إلى أوكا وكانيساتاكي. قطعت مجموعة أخرى من الموهوك جسر مرسييه عند مروره بأراضيهم، في موقع كاناواكي القريب، تضامنًا مع كانيساكي، وبالتالي أُغلقت نقطة وصول رئيسية بين جزيرة مونتريال وضواحي ساوث شور المكتظة بالسكان في مونتريال.
في ذروة الأزمة، أُغلق جسر مرسييه والطرق 132 و138 و207، ما تسبب باضطراب كبير في حركة المرور والغضب مع استمرار الأزمة. بدأت مجموعة من سكان شاتوغيه المستائين ببناء طريق غير مصرح به وغير مخطط له يحيط بمحمية كانواكي. دُمج هذا الطريق غير المكتمل في نهاية المطاف في طريق كيبيك السريع رقم 30 بعد فترة طويلة من الأزمة.
كان التعبير عن الاستياء بسبب الازدحام المروري وتحويل المسارات بسبب الجسور وحواجز الطرق علنيًا. أحرق سكان شاتوغواي دمية من محارب الموهوك بينما كانوا يهتفون «بربري». زاد المضيف الإذاعي جيل بروكس من التوتر مع تعليقاته مثل «لا يستطيعون حتى التحدث باللغة الفرنسية» واصفًا الموهوك. هذه التصريحات كانت تثير غضبًا كبيرًا متراكمًا من التعليقات التي سبقت هذه الأزمة، بما في ذلك تلك التعليقات التي أدلى بها عضو البرلمان الفيدرالي لشاتوغواي، ريكاردو لوبيز.
في 8 أغسطس، أعلن رئيس وزراء كيبيك روبرت بوراسا في مؤتمر صحفي أنه، وفقًا للمادة 275 من قانون الدفاع الوطني، يطلب دعمًا عسكريًا «لمساعدة السلطة المدنية». كان رئيس الوزراء برايان مولروني مترددًا في إشراك الحكومة الفيدرالية، ولا سيما القوات الكندية، في هذا الأمر. ولكن بموجب القانون، كان للمحامي العام في كيبيك، بتوجيه من رئيس وزراء كيبيك، الحق في الحصول على القوات المسلحة للحفاظ على القانون والنظام كمسؤولية إقليمية؛ كانت لهذه الخطوة سابقة مشابهة في كندا، قبل عقدين من الزمان خلال أزمة أكتوبر عندما طلب روبرت بوراسا ذلك أيضًا.
في نفس الوقت تقريبًا، بدا أن أمن كيبيك قد فقد السيطرة على الموقف، ونُشرت شرطة الخيالة الكندية الملكية في 14 أغسطس. مُنعوا من استخدام القوة، وسرعان ما غلبتهم أعمال الشغب التي سببها الموهوك والغوغاء التي أنشأتها حركة المرور المتعكرة (خلالها، نُقل عشرة من أفراد الشرطة إلى المستشفى). وضع رئيس أركان الدفاع، الجنرال جون دي تشاستيلين، قواتٍ في كيبيك لدعم سلطات المقاطعة؛ حوالي 2500 من قوات النظام والقوات الاحتياطية من الألوية الكندية 34 و35 وخمسة أفراد من اللواء الآلي الكندي. في 20 أغسطس، استولت مجموعة من فرقة المشاة الملكية الثانية والعشرين، بقيادة الرائد ألاين ترمبلاي، على ثلاثة حواجز، ووصلت إلى الحاجز النهائي المؤدي إلى المنطقة المتنازع عليها. هناك، خفضوا مساحة الأرض المحرمة، التي وضعها في الأصل أمن كيبيك قبل الحاجز في الباينز، من 1.5 كيلومتر إلى 5 أمتار. حُشدت قوات إضافية ومعدات ميكانيكية في مناطق انطلاق حول مونتريال، بينما قامت طائرات الاستطلاع بمهام تصوير جوي فوق أراضي موهوك لجمع المعلومات الاستخبارية. على الرغم من التوتر الشديد بين الجانبين، لم يجرِ تبادل إطلاق النار.